# Macbeth (film, 1948)
Macbeth är en amerikansk drama-krigsfilm från 1948 regisserad och producerad av Orson Welles och baserad på William Shakespeares pjäs Macbeth. Filmen visades i Sverige första gången den 7 september 1959, på TV.

## Rollista (i urval)
| Orson Welles    | – Macbeth           |
| Jeanette Nolan  | – Lady Macbeth      |
| Dan O'Herlihy   | – Macduff           |
| Roddy McDowall  | – Malcolm           |
| Edgar Barrier   | – Banquo            |
| Alan Napier     | – Holy Father       |
| Erskine Sanford | – Duncan            |
| John Dierkes    | – Ross              |
| Keene Curtis    | – Lennox            |
| Lionel Braham   | – Siward            |
| Peggy Webber    | – Lady Macduff/Häxa |